# Dolly ikrek
Rosie Dolly (1892. október 25. – 1970. február 1.) és Jenny Dolly (1892. október 25. – 1941. június 1.), színpadi nevükön Dolly Sisters magyar-amerikai ikerpár, akik az 1910-es és 1920-as években táncosként, énekesként és színészként szereztek hírnevet vaudeville-ekben és színházban az Egyesült Államokban. Mindkét nővér két némafilmben is megjelent.

## Életútjuk
Az ikrek Deutsch Rózsi és Deutsch Janka néven 1892. október 25-én születtek Balassagyarmaton zsidó kereskedőcsaládban. Szüleik Deutsch Gyula (született 1865 körül) és Margit (született Weisz, 1874 körül). Az apa és István fia (később Edward néven ismert, 1898. március 31-én született) 1904 októberében az Egyesült Államokba emigrált; az ikrek és anyjuk 1905 májusában érkeztek. Gyerekként a nővérek táncot tanultak, és már 1907-ben pénzt kerestek fellépésekkel. A New York-i színpadon kiskorúak lévén nem léphettek fel, ezért 1909-ig bejárták az Orpheum színházakat, majd Benjamin Franklin Keith színházában debütáltak.

## Fordítás
- Ez a szócikk részben vagy egészben  a   Dolly Sisters című angol Wikipédia-szócikk ezen változatának fordításán alapul.  Az eredeti cikk szerkesztőit annak laptörténete sorolja fel. Ez a jelzés csupán a megfogalmazás eredetét és a szerzői jogokat jelzi, nem szolgál a cikkben szereplő információk forrásmegjelöléseként.